# IC 4244
IC 4244 је лентикуларна галаксија у сазвјежђу Береникина коса која се налази на листи објеката дубоког неба у Индекс каталогу.
Деклинација објекта је + 26° 27' 50" а ректасцензија 13h 24m 56,2s. Привидна величина (магнитуда) објекта IC 4244 износи 14,3 а фотографска магнитуда 15,3. IC 4244 је још познат и под ознакама CGCG 161-47, NPM1G +26.0317, PGC 46914.